# Жан-Батист Санфурш
Жан-Батист Санфурш (28 май 1831 – 1860) е френски архитект.
Ученик на Парижкото училище за изящни изкуства и Симон-Клод Констан-Дюфьо. Учението на Constant-Dufeux е емблематично за определящата роля на историята за архитектите от деветнадесети век.
През 1860 г. Жан-Батист Санфурш става специален агент, отговарящ за поддържането на ежедневните наместници, предписани за редовността на счетоводните операции на списъка на религиозните сгради в Анже (Мейн-и-Лоара). Той се премества в Испания във Витория-Гастейс, където построява гара Витория-Гастейс.